# Скунду (комуна)
Скунду (рум. Scundu) — комуна у повіті Вилча в Румунії. До складу комуни входять такі села (дані про населення за 2002 рік):
- Авремешть (549 осіб)
- Блежань (604 особи)
- Крингу (377 осіб)
- Скунду (709 осіб)

Комуна розташована на відстані 157 км на захід від Бухареста, 32 км на південний захід від Римніку-Вилчі, 64 км на північний схід від Крайови, 143 км на південний захід від Брашова.

## Населення
За даними перепису населення 2002 року у комуні проживали 2239 осіб.
Національний склад населення комуни:
| Національність | Кількість осіб | Відсоток |
| -------------- | -------------- | -------- |
| румуни         | 2238           | > 99,9%  |
| угорці         | 1              | < 0,1%   |

Рідною мовою назвали:
| Мова      | Кількість осіб | Відсоток |
| --------- | -------------- | -------- |
| румунська | 2238           | > 99,9%  |
| угорська  | 1              | < 0,1%   |

Склад населення комуни за віросповіданням:
| Релігія       | Кількість осіб | Відсоток |
| ------------- | -------------- | -------- |
| православні   | 2235           | 99,8%    |
| римо-католики | 1              | < 0,1%   |